# Liste der Einträge im National Register of Historic Places im Pettis County

Lage des Pettis County in Missouri

Die Liste der Einträge im National Register of Historic Places im Pettis County in Missouri führt die Bauwerke und historischen Stätten im Pettis County auf, die in das National Register of Historic Places aufgenommen wurden.

## Legende
| NRHP | Historic Place    |
| HD   | Historic District |

## Aktuelle Einträge
| [ 3 ] | Name                                                | Bild                                         | Eintragsdatum        | Lage | Ort         | Beschreibung             |
| ----- | --------------------------------------------------- | -------------------------------------------- | -------------------- | --- | ----------- | ------------------------ |
| 1     | Bois d'Arc Cooperative Dairy Farm Historic District |                                              | 1991 ID-Nr. 91001407 | MO J nahe der Kreuzung mit der Bois d'Arc Road 38° 51′ 40″ N, 93° 9′ 16″ W | Hughesville |                          |
| 2     | Building at 217 West Main Street                    | Building at 217 West Main Street             | 1996 ID-Nr. 96001189 | 217 West Main Street 38° 42′ 39″ N, 93° 14′ 27″ W | Sedalia     |                          |
| 3     | G and G Veterinary Hospital                         | G and G Veterinary Hospital                  | 2011 ID-Nr. 11000186 | 711 Wesreet Main St. 38° 42′ 43″ N, 93° 14′ 4″ W | Sedalia     |                          |
| 4     | William H. Gentry House                             | William H. Gentry House                      | 1997 ID-Nr. 97001434 | 22970 Cherry Tree Lane 38° 44′ 38″ N, 93° 15′ 31″ W | Sedalia     |                          |
| 5     | Harris House                                        | Harris House                                 | 1979 ID-Nr. 79001387 | 705 West 6th Street 38° 42′ 22″ N, 93° 14′ 6″ W | Sedalia     |                          |
| 6     | John T. and Lillian Heard House                     | John T. and Lillian Heard House              | 2011 ID-Nr. 11000187 | 200 West Broadway Boulevard 38° 42′ 15″ N, 93° 13′ 46″ W | Sedalia     |                          |
| 7     | Hillview Cooperative Dairy Farm Historic District   |                                              | 1991 ID-Nr. 91001399 | Kreuzung von MO T und Hillview Road 38° 49′ 41″ N, 93° 21′ 29″ W | Hughesville |                          |
| 8     | Hotel Bothwell                                      | Hotel Bothwell                               | 1989 ID-Nr. 89001406 | 103 East 4th Street 38° 42′ 29″ N, 93° 13′ 39″ W | Sedalia     |                          |
| 9     | C.C. Hubbard High School                            | C.C. Hubbard High School                     | 1997 ID-Nr. 97000628 | 721 North Osage Avenue 38° 42′ 58″ N, 93° 13′ 38″ W | Sedalia     |                          |
| 10    | Henry Jones Farmstead                               |                                              | 2008 ID-Nr. 08001129 | 17000 Highway EE 38° 49′ 44″ N, 93° 10′ 1,1″ W | Sedalia     |                          |
| 11    | McVey School                                        | McVey School                                 | 1999 ID-Nr. 99001255 | Kreuzung von MO 50 und Route M 38° 41′ 59″ N, 93° 11′ 23″ W | Sedalia     |                          |
| 12    | Missouri State Fairgrounds Historic District        | Missouri State Fairgrounds Historic District | 1991 ID-Nr. 91000853 | Abgegrenzt durch US 65, County Road Y, Clarendon Road und die Gleise der früheren Missouri-Kansas-Texas Railroad 38° 41′ 40″ N, 93° 15′ 23″ W | Sedalia     |                          |
| 13    | Missouri, Kansas and Texas Railroad Depot           | Missouri, Kansas and Texas Railroad Depot    | 1979 ID-Nr. 79001388 | 600 East 3rd Street 38° 42′ 28″ N, 93° 13′ 14″ W | Sedalia     |                          |
| 14    | Missouri/Sedalia Trust Company                      | Missouri/Sedalia Trust Company               | 1983 ID-Nr. 83001034 | 322 South Ohio Street 38° 42′ 28″ N, 93° 13′ 41″ W | Sedalia     |                          |
| 15    | Osage Farms Type 315:13 Government Farmhouse        |                                              | 1991 ID-Nr. 91001406 | MO J nahe der Kreuzung mit der Miller Chapel Road 38° 53′ 20″ N, 93° 7′ 37″ W | Hughesville |                          |
| 16    | Osage Farms Unit No. 1 Historic District            |                                              | 1991 ID-Nr. 91001408 | MO D nahe der Kreuzung mit der Moon Road 38° 51′ 32″ N, 93° 13′ 42″ W | Hughesville |                          |
| 17    | Osage Farms Unit No. 25 Historic District           | Osage Farms Unit No. 25 Historic District    | 1991 ID-Nr. 91001405 | Houston Road nahe der Kreuzung mit der Montgomery Road 38° 53′ 29″ N, 93° 15′ 27″ W | Hughesville |                          |
| 18    | Osage Farms Unit No. 26 Historic District           |                                              | 1991 ID-Nr. 91001409 | MO D nahe der Kreuzung mit der High Point Road 38° 51′ 21″ N, 93° 14′ 44″ W | Hughesville |                          |
| 19    | Osage Farms Unit No. 30 Historic District           | Osage Farms Unit No. 30 Historic District    | 1991 ID-Nr. 91001401 | Durley Road nahe der Kreuzung mit der MO D 38° 50′ 59″ N, 93° 15′ 29″ W | Hughesville |                          |
| 20    | Osage Farms Unit No. 31                             | Osage Farms Unit No. 31                      | 1991 ID-Nr. 91001402 | Durley Road nahe der Kreuzung mit der MO D 38° 50′ 59″ N, 93° 15′ 35″ W | Hughesville |                          |
| 21    | Osage Farms Unit No. 41                             | Osage Farms Unit No. 41                      | 1991 ID-Nr. 91001403 | Hill View Road nahe der Kreuzung mit der McCubbin Road 38° 52′ 17″ N, 93° 20′ 43″ W | Houstonia   |                          |
| 22    | Osage Farms Unit No. 43 Historic District           |                                              | 1991 ID-Nr. 91001410 | MO J nahe der Kreuzung mit der Lowry Road 38° 51′ 28″ N, 93° 10′ 56″ W | Hughesville |                          |
| 23    | Osage Farms Units No. 5 and No. 6 Historic District |                                              | 1991 ID-Nr. 91001404 | Range Line Road nahe der Kreuzung mit der Trickum Road 38° 54′ 35″ N, 93° 16′ 43″ W | Houstonia   |                          |
| 24    | Osage Farms Units No. 8 and No. 9 Historic District |                                              | 1991 ID-Nr. 91001400 | MO D nahe der Kreuzung mit der MO T 38° 51′ 48″ N, 93° 21′ 33″ W | Houstonia   |                          |
| 25    | Sedalia Commercial Historic District                | Sedalia Commercial Historic District         | 2001 ID-Nr. 01000687 | Ohio Street, Lamine Street, West Main Street, Eadt Main Street und verschiedene Gebäude in der 2nd Street und der 5th Street; Erweiterung um 700–712 South Ohio Street, 200 South Moniteau Street, 101–108 West Pacific Street, 104–220 West Main Street, 208–400 West 2nd Street, 200 West 4th Street und 102–120 East 5th Street 38° 42′ 26″ N, 93° 13′ 41″ W | Sedalia     | Erweiterung im Jahr 2010 |
| 26    | Sedalia Public Library                              | Sedalia Public Library                       | 1980 ID-Nr. 80002389 | 311 West 3rd Street 38° 42′ 30″ N, 93° 13′ 50″ W | Sedalia     |                          |
| 27    | Gen. David Thomson House                            | Gen. David Thomson House                     | 1982 ID-Nr. 82000588 | Südlich von Hughesville an der SR H 38° 46′ 52″ N, 93° 16′ 20″ W | Hughesville |                          |